# Макисуми, Сётаро
Сётаро Макисуми (яп. 牧角章太郎 Makisumi Shōtarō, англ. Shotaro Makisumi; род. 21 марта 1990, Убе, Ямагути), более известный как Маки Макисуми (англ. Macky Makisumi), — американский спортсмен, занимающийся спидкубингом (скоростной сборкой кубика Рубика), бывший мировой рекордсмен по дисциплинам в спидкубинге.

## Биография
Родился в городе Убе в Японии, потом переехал в Аркейдию (США, штат Калифорния), где он окончил первые две ступени (начальная и средняя школы) в школе Ферст Авенью Скул. В старших классах обучался в Политехнической школе в Пасадине, Калифорния, окончил её в 2008 году.
В 2012 году окончил Принстонский университет. В 2017 году получил учёное звание доктора философии там же. В настоящее время занимает должность профессора-ассистента в Колумбийском университете в Нью-Йорке.

## Бывшие рекорды в спидкубинге[1]

### Мировые рекорды
- 2x2x2 4.13 секунды single и 6.29 секунд ao5
- 3x3x3 12.11 секунды single 14.52 секунд аo5
- 3x3x3 вслепую: 2 минуты и 18.52 секунды
- 3x3x3 Одной рукой: 23.76 секунды single; 27.56 секунды ao3

### Национальные рекорды
- 4x4x4 1:14.55 single; 1:16.39 ao3